# Aoyama Takashi
Aoyama Takashi (青山孝史), né le 10 août 1951 et mort le 28 janvier 2009, est une idole et chanteur japonais, ayant été membre du groupe masculin japonais Four Leaves durant les années 1970 dans le cadre de la Johnny & Associates. Il était l'un des chanteurs principaux du groupe.

## Biographie
À l'âge 17 ans, il remplace un des membres originaux de Four Leaves, Eji Nagata, en 1968, alors que le groupe s'est formé un an plus tôt. Il devient chanteur principal du groupe qui sortira plusieurs singles tout au long des années 1970 et rencontrera un grand succès. Takashi accompagnera le groupe qu'à la dissolution de ce dernier en 1978.
Après cela, chacun des membres cessent leurs activités artistiques et montent des projets en solo.
Alors qu'une tournée avait été annoncée fin 2008, elle devait se poursuivre jusqu'au 29 mars 2009, Takashi annonce en octobre 2008 qu'il est atteint d'un cancer du foie. Takashi a insisté pour faire cette tournée avec ses camarades jusqu'au bout sous suivi médical mais fera  malheureusement sa dernière apparition le 10 janvier 2009.
Le 28 janvier, il décède à l'hôpital à Tokyo à la suite de sa maladie, il avait 57 ans,. Les autres membres du groupe poursuivront la tournée sans lui.
Son partenaire Kita Kōji, le plus âgé de Four Leaves, meurt lui aussi d'un cancer trois ans plus tard, en 2012 à l'âge 63 ans.